# Petraschewzen

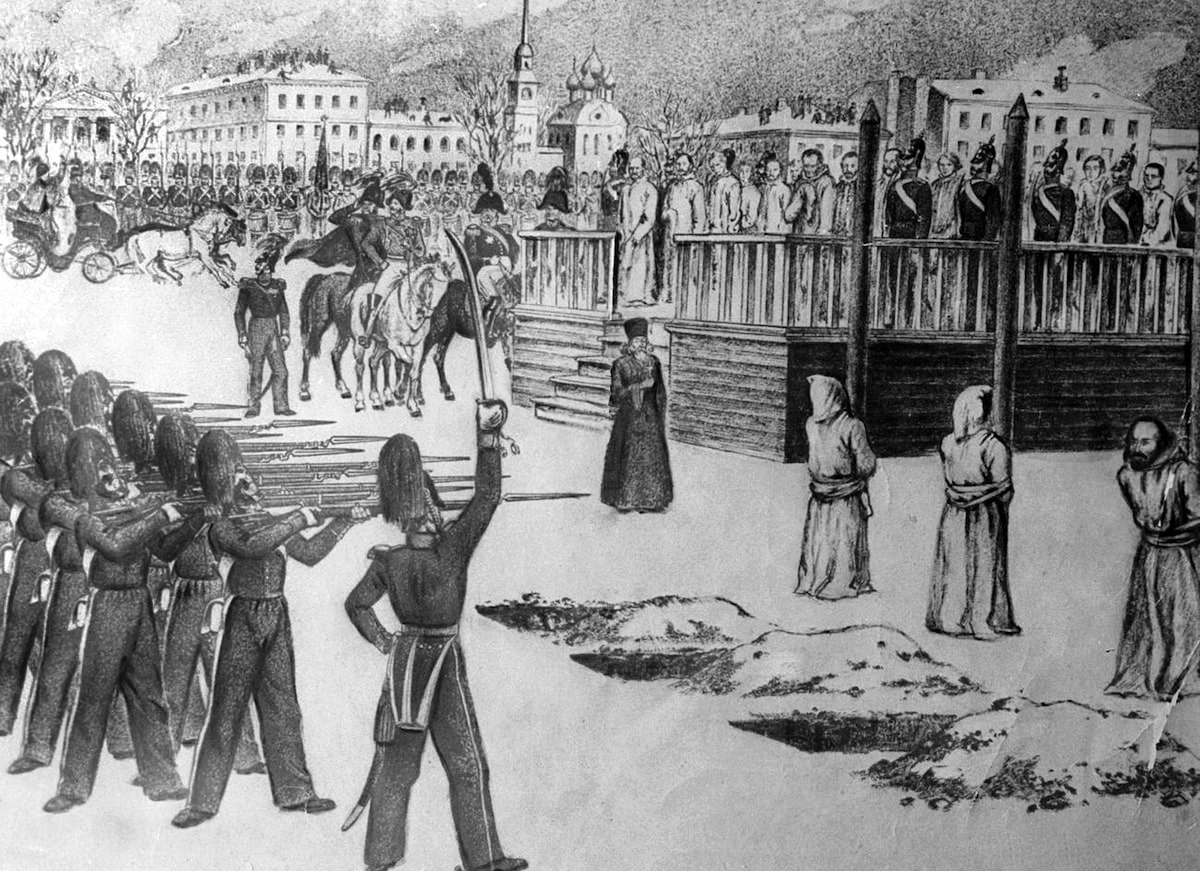
Mitglieder des Petraschewski-Zirkels werden Opfer einer ritualisierten Scheinhinrichtung.
St. Petersburg, Semjonow-Platz, 1849

Die Petraschewzen waren die Anhänger des Petraschewski-Zirkels im zaristischen Russland, der Mitte der 1840er Jahre in Sankt Petersburg entstand. Das Haupt des Zirkels war Michail Wassiljewitsch Butaschewitsch-Petraschewski, ein Anhänger der französischen Frühsozialisten um Charles Fourier. Dem Zirkel gehörten fortschrittliche russische Intellektuelle wie der Dichter Fjodor Dostojewski an. 
Die politischen Anschauungen der Petraschewzen waren nicht gleichartig, die Mehrzahl trat aber gegen den zaristischen Despotismus und die Leibeigenschaft auf. Petraschweski selbst vertraute nicht auf liberale Reformen und verhielt sich konspirativ.